# Helen Taylor Thompson
Helen Taylor Thompson (7 de agosto de 1924 - 6 de septiembre de 2020) fue una trabajadora humanitaria y criptóloga británica, que cofundó el primer hospicio para el SIDA de Europa. Fue elegida como una de las 100 Mujeres de la BBC en 2018.

## Trayectoria
Thompson estuvo involucrada en el envío de mensajes codificados al Ejecutivo de Operaciones Especiales durante la Segunda Guerra Mundial. Con 19 años se comprometió a guardar secretos oficiales y a mantener en secreto los detalles de su trabajo. La primera información que se tiene de Thompson es de 1952 cuando se convirtió en miembro de la junta del Hospital Mildmay. Se suponía que el hospital iba a ser cerrado en 1988, pero ella lideró una campaña gracias a la que logró que se mantuviera abierto y que fuera el primer hospital para personas enfermas de SIDA de Europa, del que Thompson llegó a ser presidenta.
En 1995, se creó la Red de Acción Comunitaria en el transcurso de una comida organizada por Adele Blakebrough, Señor Andrew Mawson y Thompson. La comida fue conocida como el Gran Banquete, ya que reunió a 33.000 personas. La Red de Acción Comunitaria se inició formalmente en 1998, En 2018 es conocida como CAN y proporciona apoyo a otras organizaciones benéficas. A medida que la medicación se desarrollaba, las necesidades iban cambiando y el hospital Mildmay fue evolucionando su enfoque desde los cuidados al final de la vida a la evaluación especializada y la rehabilitación. En 2014, se abrió un edificio nuevo.

## Reconocimientos
En 2018, Thompson fue elegida una de las 100 Mujeres más influyentes del año de la BBC.